# سيزار ريفيرا
سيزار ريفيرا (بالإنجليزية: Cesar Rivera)‏ (25 أغسطس 1986 في الولايات المتحدة - ) هو لاعب كرة قدم أمريكي في مركز الوسط. لعب مع LA Laguna FC ‏ وCal FC ‏ وOrange County SC ‏.

## وصلات خارجية
- سيزار ريفيرا على موقع قاعدة بيانات كرة القدم.إي يو (الإنجليزية)